# Ruffieu
Ruffieu ist eine ehemalige französische Gemeinde mit 174 Einwohnern (Stand: 1. Januar 2022) im Département Ain in der Region Auvergne-Rhône-Alpes. Sie gehörte zum Arrondissement Belley. Die Bewohner werden Ruffiolans und Ruffiolanes genannt.
Der Erlass der Präfektin vom 13. September 2024 legte mit Wirkung zum 1. Januar 2025 die Eingliederung von Ruffieu als Commune déléguée zusammen mit der früheren Gemeinde Haut Valromey zur neuen, gleichnamigen Commune nouvelle Haut Valromey fest.

## Geografie

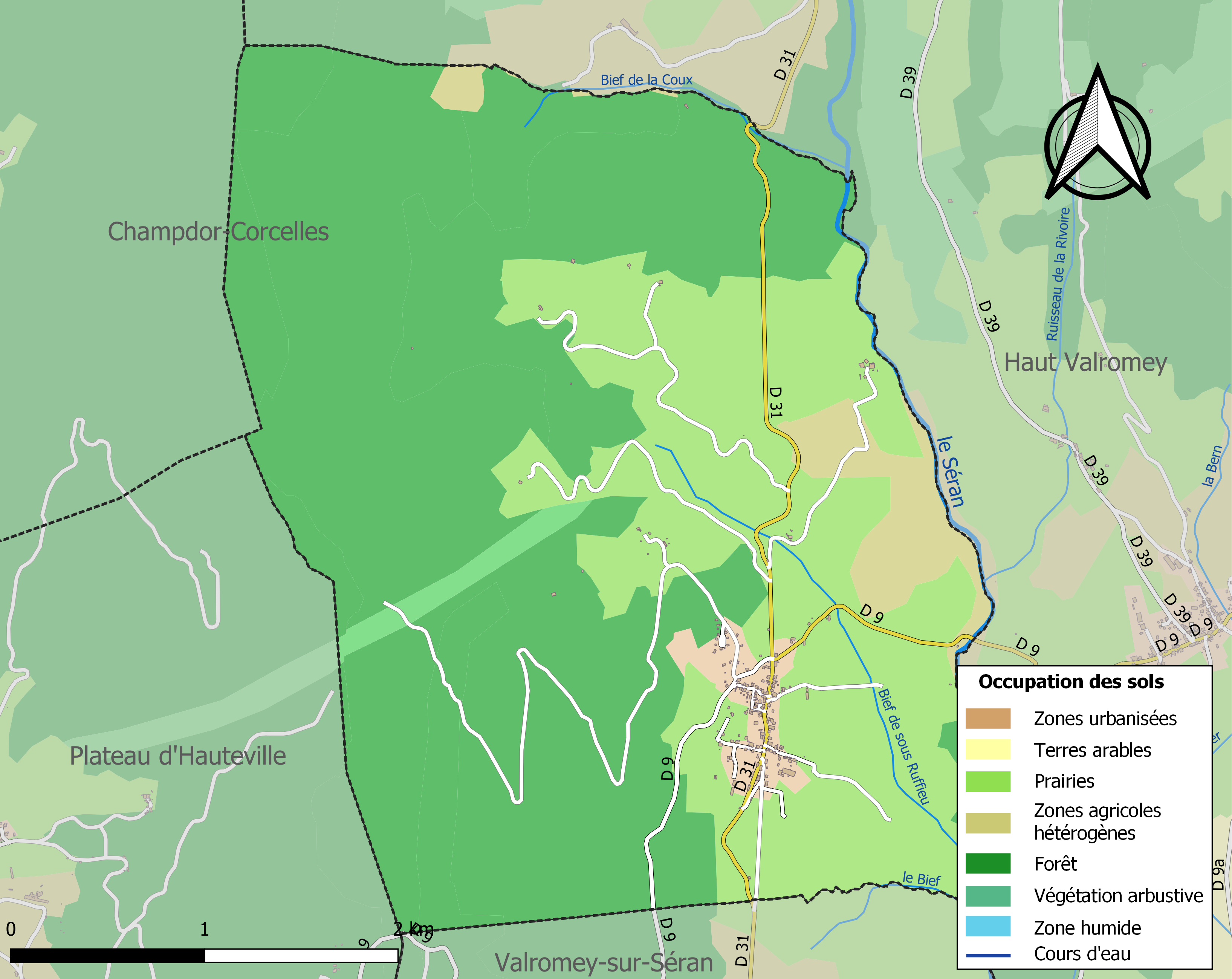
Bodennutzung, Hydrografie und Infrastruktur von Ruffieu (2018)

Ruffieu liegt etwa 40 Kilometer südöstlich von Bourg-en-Bresse und etwa 38 Kilometer westnordwestlich von Annecy. Das Bauerndorf erstreckt sich im südöstlichen Bugey, an aussichtsreicher Lage am westlichen Talhang des Séran, in der Talschaft des Valromey, am Ostfuß des vom Mont Planachat (1234 m) nordwärts reichenden Höhenzuges. Das Valromey bildet eine breite Senke zwischen zwei hohen, in Nord-Süd-Richtung orientierten Jurakämmen. Die östliche Ortsgrenze verläuft entlang dem Séran, welcher in der offenen Talniederung des oberen Valromey südwärts fließt. Vom Flusslauf erstreckt sich das Gemeindeareal westwärts über den Hang von Ruffieu bis auf den anschließenden breiten Höhenrücken, der überwiegend von Wald bedeckt ist. Das Zentrum liegt auf einer Höhe von etwa 725 m. Auf einer Kuppe im Bois de la Valorse wird mit 1199 m die höchste Erhebung von Ruffieu erreicht, am Austritt des Séran aus dem Ortsgebiet die niedrigste Erhebung mit 605 m.
Zu Ruffieu gehören der Weiler Préoux (690 m) im Tal des Séran sowie einige Gehöfte.
Teile des Gebiets von Ruffieu gehören zu den ZNIEFF-Naturzonen „Valromey“ (820030722) und „Marais de la Praille“ (820030801). Rund 61 % der Fläche von Ruffieu sind bewaldet, rund 36 % werden landwirtschaftlich, hauptsächlich als Weideland genutzt, rund 2 % entfallen auf bebaute Flächen, rund 1 % entfällt auf Gebiete mit Strauch- und/oder Kräutervegetation.
Umgeben wird Ruffieu vom Ortsteil Haut-Valromey mit Le Petit-Abergement, Le Grand-Abergement, Hotonnes und Songieu im Norden und im Osten sowie von den Nachbargemeinden Valromey-sur-Séran mit Lompnieu im Süden, Plateau d’Hauteville mit Hauteville-Lompnes im Südwesten und Champdor-Corcelles mit Champdor im Westen.

## Geschichte
Ruffieu war bereits während der Römerzeit besiedelt. Die Einwanderung von germanischen Gruppen begann um das 3. Jahrhundert. Im 5. Jahrhundert ließen sich die Burgunden in der Region friedlich nieder.
Erstmals urkundlich erwähnt wird der Ort 1135 unter dem Namen Rufiacus. Im weiteren Verlauf erschienen die Bezeichnungen Rufeu (1267), Ruffiacus und Ruffiou (1345). Der Ortsname geht auf den gallorömischen Personennamen Ruffius zurück und bedeutet so viel wie Landgut des Ruffius.
Seit seiner ersten Erwähnung bildete Ruffieu eine Pfarrei, die von Ceyzérieu abhängig war. Das Dorf gehörte im Mittelalter zur Herrschaft des Valromey, die unter der Oberhoheit der Grafen von Savoyen stand. Mit dem Vertrag von Lyon gelangte Ruffieu im Jahre 1601 an Frankreich.

## Bevölkerungsentwicklung
| Jahr                       | 1962 | 1968 | 1975 | 1982 | 1990 | 1999 | 2006 | 2013 | 2020 |
| -------------------------- | ---- | ---- | ---- | ---- | ---- | ---- | ---- | ---- | ---- |
| Einwohner                  | 243  | 232  | 187  | 162  | 144  | 188  | 172  | 193  | 180  |
| Quellen: Cassini und INSEE |      |      |      |      |      |      |      |      |      |

## Sehenswürdigkeiten
Die Pfarrkirche Saint-Didier stammt ursprünglich aus dem 12. Jahrhundert, wurde aber im 17. Jahrhundert weitgehend neu erbaut. Im alten Ortskern sind verschiedene Bauernhäuser im traditionellen Stil aus dem 17. bis 19. Jahrhundert erhalten.

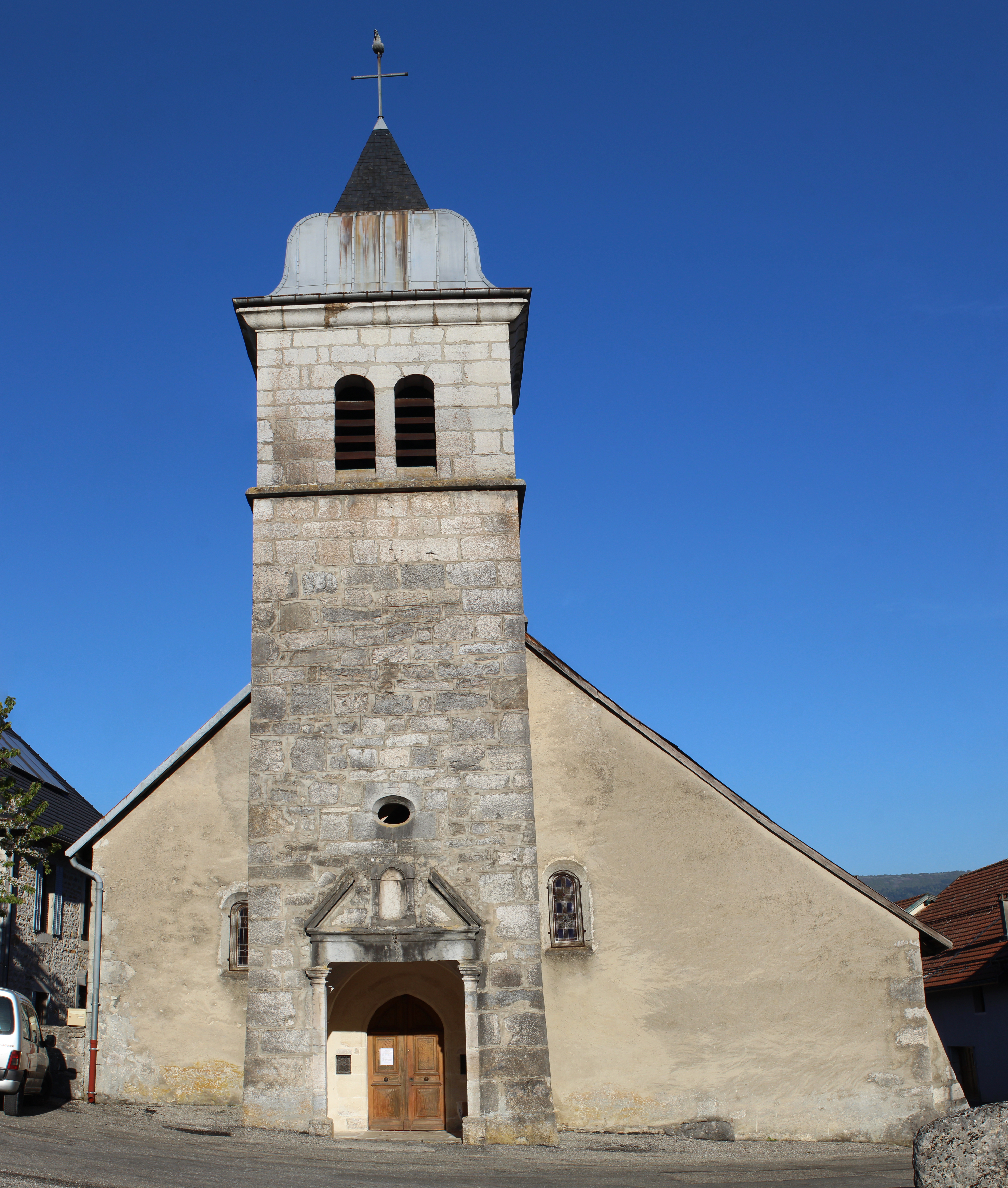
Kirche Saint-Didier
Ehemaliges Bürgermeisteramt (Mairie)
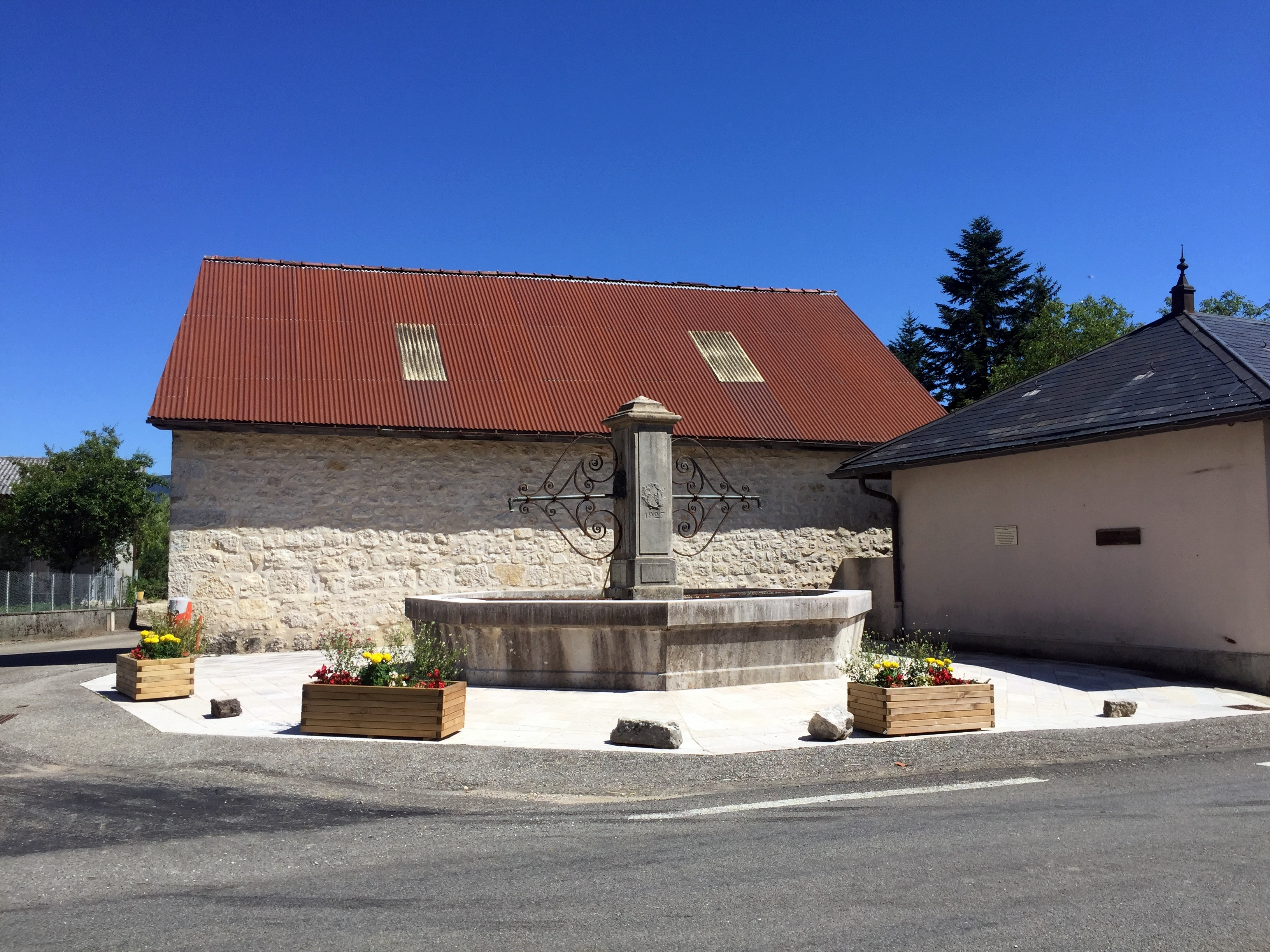
Brunnen
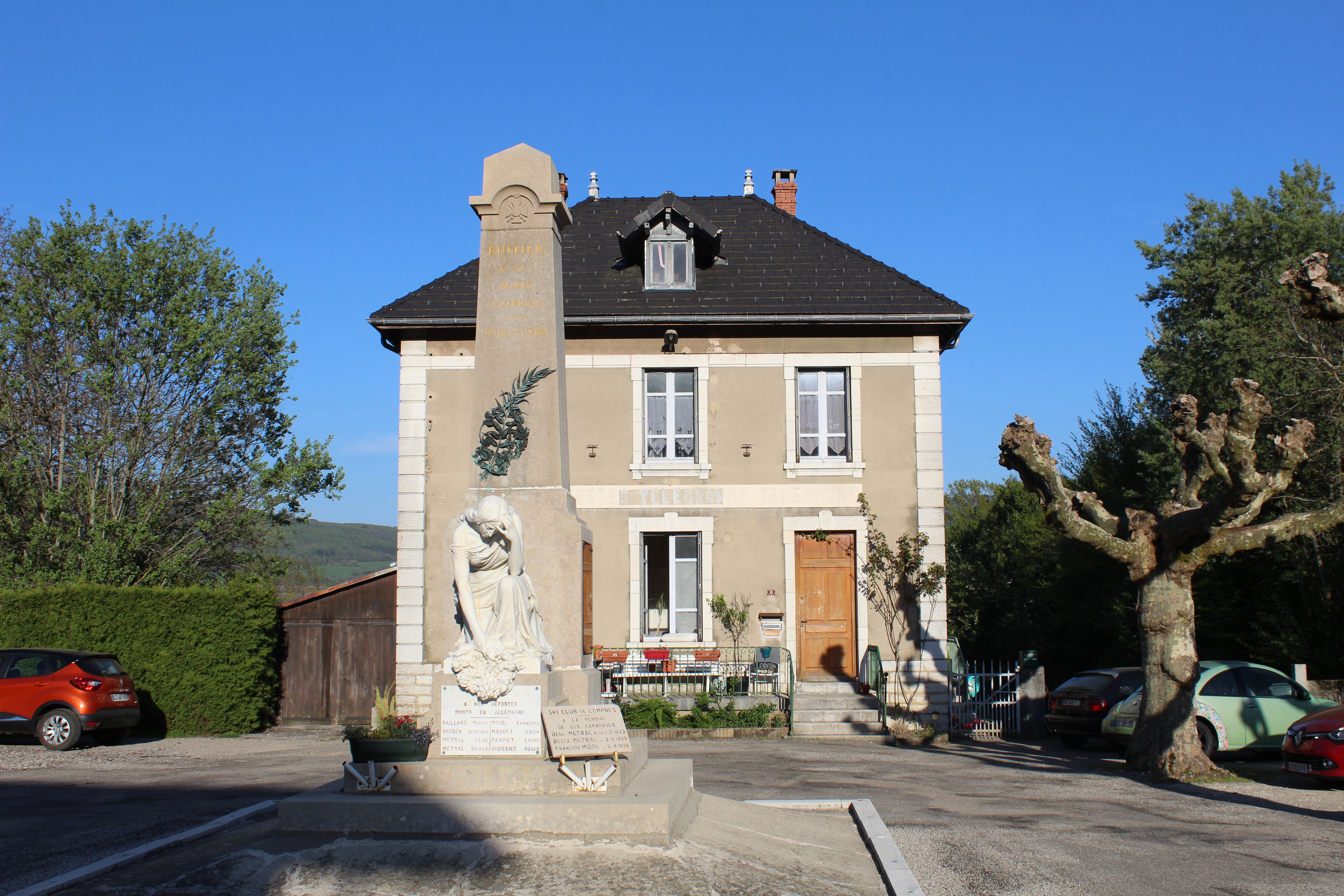
Gefallenendenkmal

## Wirtschaft
Ruffieu war bis weit ins 20. Jahrhundert hinein ein vorwiegend durch die Landwirtschaft und Forstwirtschaft geprägtes Dorf. Daneben gibt es heute einige Betriebe des lokalen Kleingewerbes. Mittlerweile hat sich das Dorf dank der schönen Lage auch zu einer Wohngemeinde gewandelt. Viele Erwerbstätige sind Wegpendler, die in den größeren Ortschaften der Umgebung ihrer Arbeit nachgehen.

## Persönlichkeiten
- Sandrine Bailly (* 1979), französische Biathletin, Gesamtweltcupsiegerin 2005 und mehrfache Medaillengewinnern bei Olympischen Spielen und Weltmeisterschaften, wohnt in Ruffieu.